# Adelphobates
Adelphobates là một chi động vật lưỡng cư trong họ Dendrobatidae, thuộc bộ Anura. Chi này có 3 loài và không bị đe dọa tuyệt chủng.

## Hình ảnh

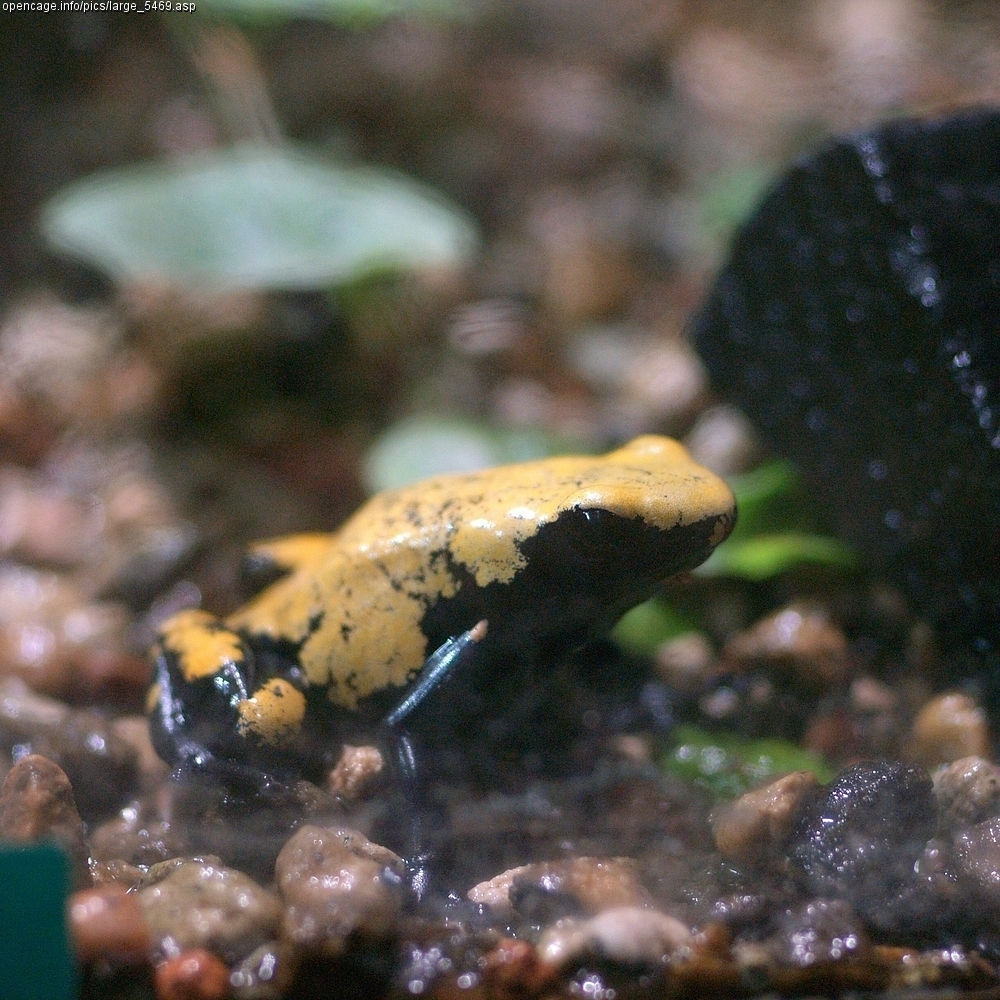